# جون غرانت (كاتب)
جون غرانت (بالإنجليزية: John Grant)‏ هو كاتب بريطاني، ولد في 1933 في بولتن في المملكة المتحدة.

## وصلات خارجية
- جون غرانت على موقع IMDb (الإنجليزية)